# Алкомет
„Алкомет“ АД е българско предприятие за производство на алуминий в Шумен. То е публична компания (БФБ: ALCM), но над 90% от акциите се притежават от турските инвеститори Фикрет Индже и Фикрет Кузуджу.
Предприятието има три основни цеха – за леене, валцоване и пресоване – в които произвежда широк спектър алуминиеви продукти – фолио, листове и профили, като 97% от продукцията е за износ (главно за Германия, Полша, Италия, Испания и Нидерландия). Към 2022 година то е най-големият производител на основни алуминиеви продукти в България и най-голямото предприятие в област Шумен. Към 2024 година има около 1300 служители, обем на продажбите от 512 милиона лева и загуба от 5,42 милиона лева.
Изграждането на завода започва в края на 60-те години на XX век, първите производства започват работа през 1977 година, а целият комбинат е официално открит през 1981 година лично от диктатора Тодор Живков. Предприятието е приватизирано през 1999 година, като през следващите години рязко увеличава капацитета и производството си.